# Benyahia Daïfi
Benyahia Daïffi, (en arabe : بن يحيى ضيفي), surnommé Le Blanc, né le 15 septembre 1930  à Bordj Okhriss en Algérie et mort le 29 décembre 2015 à Limeil-Brévannes dans le Val-de-Marne, est un combattant algérien qui a participé à la guerre d'Algérie sous la bannière du Front de libération nationale (FLN).

## Biographie

### Débuts
Dès 1951, il planifie, grâce à de nombreux contacts à Bordj Okhriss, Bouira et Paris, son arrivée clandestine en France par Marseille. Il devient alors un militant actif du parti politique de l'Union démocratique du manifeste algérien (UDMA) de Ferhat Abbas et participe à des réunions secrètes du Front de Libération Nationale.
En 1955, il disparait des radars lors d'un accident de camion, se fait passer pour mort, bazarde un cheval dérobé et part rejoindre les centaines d'Algériens installés dans le bidonville du Château Mirabeau à Argenteuil. 
Il trouve un emploi d'ouvrier des travaux publics à Bezons et mène une vie plutôt discrète.

### Adhésion au Front de libération nationale
Proche depuis 1954 de Hocini Mohand Chérif dit Si Seghir, du Mouvement pour le triomphe des libertés démocratiques (MTLD), fondé par Messali Hadj, il continue de se consacrer aux projets de l'UDMA, durant une année, jusqu'à la disparition du parti politique en 1956. Si Seghir étant parti de son côté combattre en Algérie dans les rangs de l'ALN, ils ne se reverront que 13 ans plus tard, en 1968.

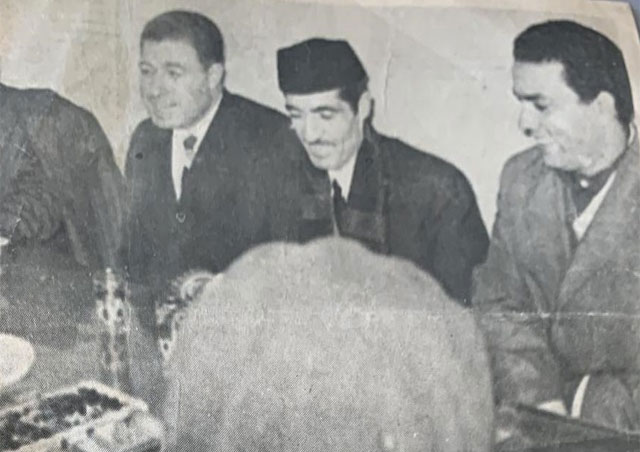
Benyahia Daïfi (à gauche) et Hocini Mohand Chérif dit Si Seghir (au centre) lors d'une conférence religieuse à Argenteuil en 1968

Au mois de mai 1956, il rejoint en tant que simple adhérent la Fédération de France du FLN à Argenteuil qui fait partie de la Wilaya de Paris-extérieur, zone 2, région 3. Ayant enfin trouvé ses marques parmi ses pairs, il passe au statut de militant d'un groupe de choc d'Argenteuil. Avec ses confrères, ils surveillent les nouveaux migrants algériens et collectent des fonds servant dans la lutte armée contre le Mouvement national algérien (MNA).

### Tentative d'assassinat
En juillet 1957, un chef de secteur de Clichy remarque ses caractéristiques physiques (il est pâle de peau, malgré des cheveux noirs et a les yeux très bleus) et fait de lui son adjoint. Il prend alors le nom de guerre « Le Blanc » afin de dissimuler son identité aux membres de la Sûreté nationale et du MNA. Il sympathise rapidement avec Bachir Boumaza en début d'année 1958.

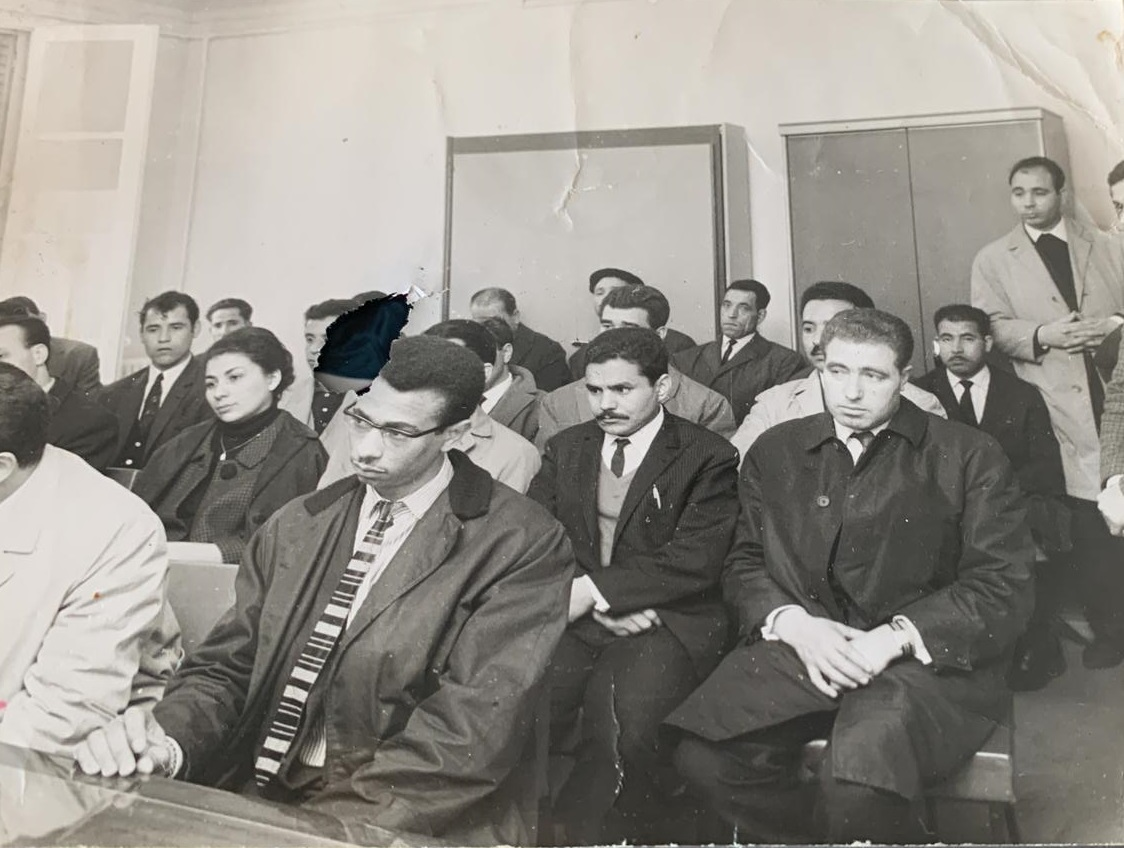
Une réunion de membres du FLN tenue par un chef de secteur

Le 13 mars 1958, durant la manifestation des policiers à Paris qui protestent contre l'administration, il est mitraillé à un café de la Porte de Clichy par un groupe armé du MNA. Il est alors grièvement blessé à la main, au bras et aux côtes gauches par plusieurs balles et transféré d'urgence au centre hospitalier de Mantes-la-Jolie où il reste en convalescence durant 37 jours. Dès sa sortie, il est convoqué par le préfet de police Maurice Papon, qui le laisse en liberté sans lui dire qu'il est surveillé. Un rapport de la préfecture de police indique qu'il est soupçonné d'être un espion égyptien.

### Montée en puissance
En 1958, il apprend que le MNA a découvert son identité et que des hommes armés du général Bellounis ont assassiné son père, Mohamed, à Mezdour en Algérie, en guise de représailles. Porté par la vengeance, son groupe de choc s'en prend aux membres du MNA en France à coups d'attaques ciblées en région parisienne.

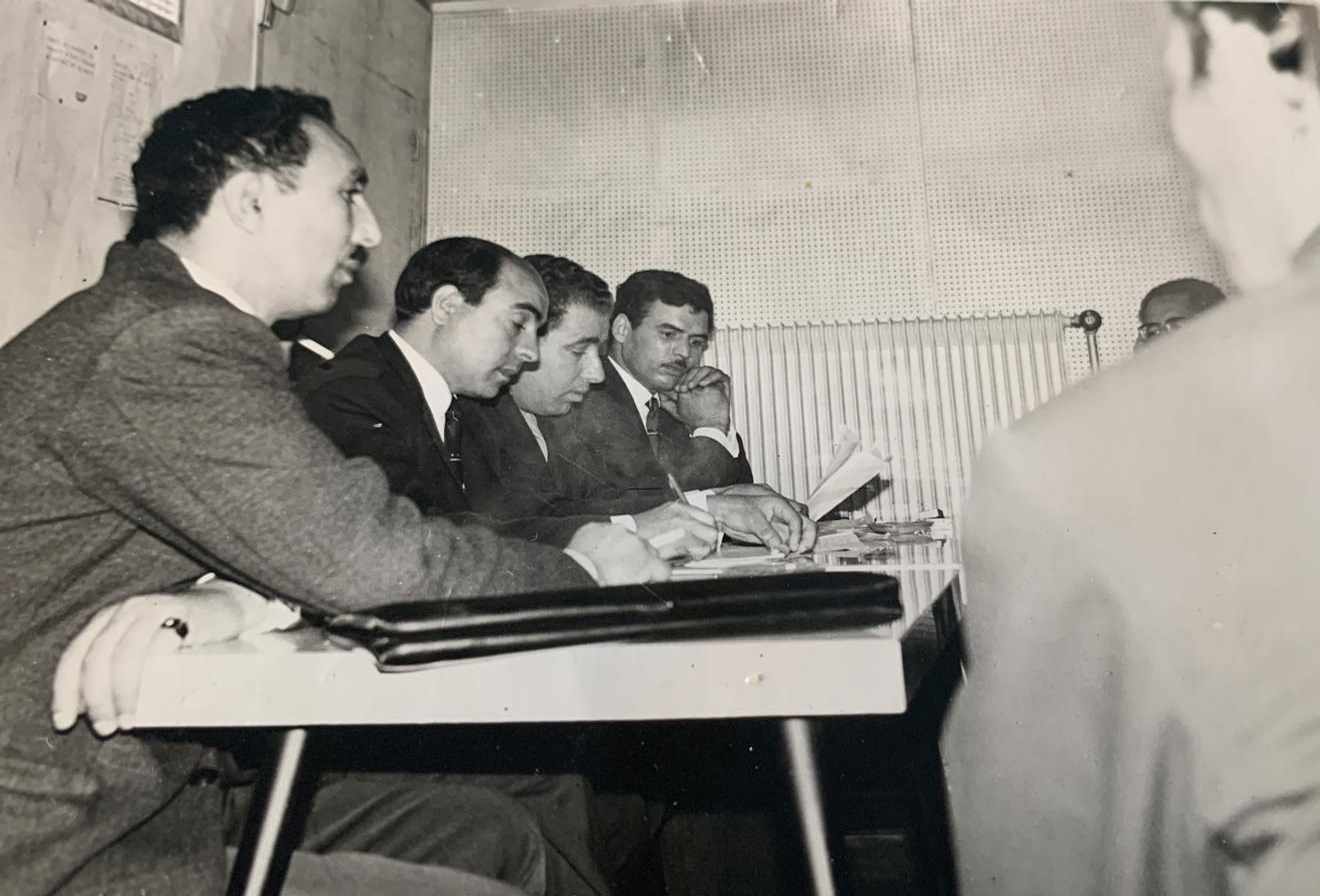
Benyahia (troisième place en partant de la gauche) lors d'une réunion de planification du FLN vers 1958

Le 17 octobre 1958, il est arrêté par les forces de l'ordre après quelques mois de surveillance et par faute de preuves contre lui, il échappe à la prison. Le directeur général de la Sûreté nationale rédige tout de même un arrêté, indexé à l'AR/LB/AT n°14878 (son nom de famille est agrémenté par erreur d'un double F, qu'il décide de conserver avec amusement, se disant que son patronyme, devenu unique au monde, ne sera porté que par ses descendants) à l'attention des préfets de Seine-et-Oise, de police, de Seine-et-Marne et de l'Oise à son égard et chargés de l’exécution de l'arrêté. Déclaré dangereux pour la sécurité publique, il doit être tenu éloigné des départements de Seine-et-Oise, Seine, Seine-et-Marne, Clermont et Senlis dans l'Oise. Malgré cette mesure d'éloignement, il continue le combat et dès 1959, il devient chef de kasma permanent, toujours à Mantes-la-Jolie,.

### Chute
Le 17 octobre 1960, soit deux ans plus tard et par manque de prudence, il est arrêté à Versailles par la FPA de Raymond Montaner qui le remet à la Sûreté nationale. Emprisonné à Versailles sur un arrêté ministériel et forcé aux travaux publics, il organise des regroupements politiques, continue à donner des ordres et échappe à une tentative de meurtre orchestrée par d'anciens sympathisants du MNA, écroués au même endroit, qui profite d'une évasion de membres du FLN pour s'en prendre à lui.
Dès sa sortie de l'hôpital, un nouvel arrêté ministériel du 28 décembre 1960 (abrogeant celui du 17 octobre 1960) le fait transférer à la prison de Rouen deux jours après. Il est alors rapidement présenté à l'officier principal de police judiciaire, au commissariat central de l'agglomération rouennaise, qui lui remet son carnet d'assignation à résidence au centre de l'Aatnaar du Grand-Quevilly. Il échappe alors au massacre orchestré par Maurice Papon, un an plus tard, le 17 octobre 1961.

### Fin de la guerre
Il est libéré le 26 mars 1962 après les accords d'Évian mais est toujours interdit de séjour en Seine-et-Oise, Seine, Seine-et-Marne, Clermont et Senlis. La guerre étant terminée, il se marie en juillet 1962 quelques jours après la reconnaissance de l'indépendance de l'Algérie par la France.
Le 21 juin 1963, il pense à s'engager dans la Sûreté nationale, mais ne donnera pas suite sur les conseils de son épouse, car ils décident de fonder une famille. En 1966 et en 1967, il sera tout de même renvoyé deux fois en mission à Alger en tant que responsable de section à Paris. En 1968, Il est convié par son ancien ami qu'il retrouve, Si Seghir, revenu en France à l'occasion d'une conférence religieuse donnée à Argenteuil et organisée par le conseil supérieur islamique. 
Il est finalement reconnu Moudjahid par l'ex-fédération de France du FLN en 1973.

### Nouvelle vie
En 1992, alors qu'il se trouve sur les terres familiales en Algérie, occupé à bâtir paisiblement une maison pour ses enfants, plusieurs membres apparentés au Groupe islamique armé (GIA) des alentours de Sour el Ghozlane viennent en fin de soirée chez lui pour l'assassiner sous un faux prétexte qu'il travaille pour le gouvernement. Par chance, il reconnaît parmi les hommes armés, le fils d'une connaissance et cela lui sauve la vie. Toutefois, il est contraint de retourner en France, car dès le lendemain, la gendarmerie nationale, prévenue de la présence de terroristes chez lui, l'approche et le soupçonne d'être un membre du GIA. Pris entre deux feux, les forces de l'ordre lui expliquent qu'il est désormais en danger de mort s'il reste et qu'il ne devra jamais revenir. 
Un décret daté du 3 mai 1995 le réintègre d'ailleurs, par pure nécessité, dans la nationalité française qu'il avait perdu au profit de la nationalité algérienne en 1967.

### Retour au pays
Il meurt 20 ans plus tard, le 29 décembre 2015 à Limeil-Brévannes en Val-de-Marne et son corps est rapatrié en Algérie par ses enfants pour être mis en terre dans le cimetière familial de Sidi Mohammed Ben Ed Dif à Belkat, localité de Mezdour.